# 탈아미노화
탈아미노화(영어: deamination) 또는 탈아민화는 분자에서 아미노기를 제거하는 화학적 과정이다. 탈아미노화 반응을 촉매하는 효소를 탈아미노화효소(영어: deaminase)라고 한다.
인체에서 탈아미노화는 주로 간에서 일어나지만 콩팥에서도 일어날 수 있다. 단백질을 과도하게 섭취한 상황에서 탈아미노화는 에너지를 생성하기 위해 아미노산을 분해하는 데 사용된다. 아미노기는 아미노산에서 제거되어 암모니아로 전환된다. 아미노기가 제거된 아미노산의 나머지 부분은 대부분 탄소와 수소로 구성되어 있으며 재활용되거나 에너지를 생성하기 위해 산화된다. 암모니아는 인체에 유독하며, 간에서 일어나는 요소 회로를 통해 암모니아에 이산화 탄소를 첨가(탈아미노화 과정으로 간주되지 않음)하여 요소 또는 요산으로 전환된다. 요소와 요산은 안전하게 혈액으로 확산된 다음 소변으로 배설된다.

## DNA에서의 탈아미노화

### 사이토신

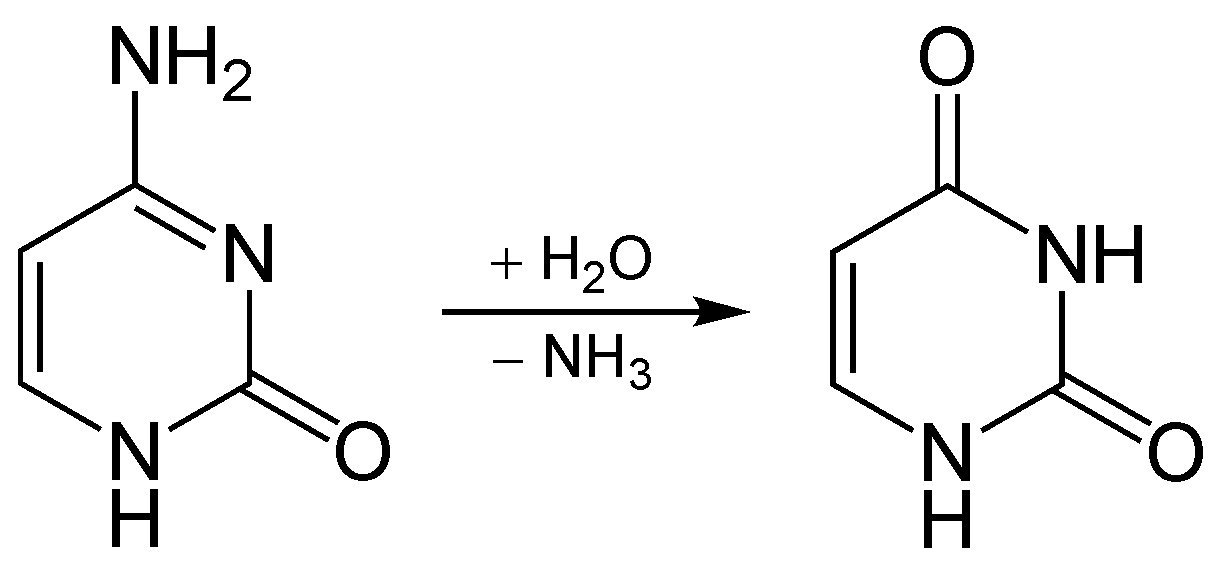
사이토신의 유라실로의 탈아미노화

자발적 탈아미노화는 사이토신이 유라실로 가수분해되는 반응으로, 이 과정에서 암모니아가 방출된다. 자발적 탈아미노화는 사이토신을 탈아미노화하지만 5-메틸사이토신은 탈아미노화하지 않는 아황산수소염을 사용하여 생체외에서 일어나게 할 수 있다. 이러한 특성을 이용해 연구자들은 메틸화된 DNA의 염기 서열을 지정하여 메틸화되지 않은 사이토신(유라실로 표시됨)과 메틸화된 사이토신(변경되지 않음)을 구별할 수 있다.
DNA에서 이러한 자발적 탈아미노화는 유라실-DNA 글리코실레이스에 의해 유라실(DNA의 일부가 아닌 사이토신의 탈아미노화의 산물)을 제거하고 수정되어 AP 부위를 생성한다. 생성된 AP 부위는 DNA에서 포스포다이에스터 결합을 파괴하는 효소인 AP 엔도뉴클레이스에 의해 인식되어 다른 사이토신으로 대체함으로써 생성된 오류를 복구한다. DNA 중합효소는 5'→3' 엑소뉴클레이스 활성에 의한 말단 절단 반응인 틈번역을 통해 이러한 대체를 수행한 후 DNA 중합효소 활성에 의한 채우기 반응을 수행할 수 있다. 그런 다음 DNA 연결효소는 포스포다이에스터 결합을 형성하여 생성된 틈이 있는 두 부분으로 된 생성물을 연결하며 수정된 자리에는 새로운, 정확한 사이토신이 자리하게 된다(염기 절제 복구).

### 5-메틸사이토신
5-메틸사이토신이 자발적 탈아미노화되면 티민과 암모니아가 생성된다. 이것은 가장 흔한 단일 염기 돌연변이이다. DNA에서 이 반응은 복제 분기점을 통과하기 전에 감지되면 G/T 미스매치에서 티민 염기를 제거하는 효소인 티민-DNA 글리코실레이스에 의해 교정될 수 있다. 티민-DNA 글리코실레이스는 유라실-DNA 글리코실레이스와 마찬가지로 AP 엔도뉴클레이스 및 DNA 중합효소에 의해 복구되는 AP 부위를 남긴다.

#### 사이토신의 탈아미노화는 C→T 돌연변이를 증가시킨다
사이토신의 메틸화의 알려진 결과는 탈아미노화를 통한 C→T로 변환되는 돌연변이의 증가이다. 사이토신의 탈아미노화는 유전체(게놈)의 많은 조절 기능들을 변경할 수 있다. 이전에 침묵했던 전이인자는 CpG 부위의 손실로 인해 전사가 활성화될 수 있다. 전이인자는 결국 C→T로의 돌연변이에 영향을 미치는 숙주의 전사인자와 호환되는 추가적인 DNA를 제공함으로써 인핸서 생성의 메커니즘을 가속화하기 위해 제안되었다.

### 구아닌
구아닌이 탈아미노화되면 잔틴이 생성된다. 그러나 잔틴은 사이토신과 여전히 염기쌍을 이룰 수 있다.

### 아데닌
아데닌이 탈아미노화되면 하이포잔틴이 생성된다. 하이포잔틴은 아데닌의 이민 호변이성질체와 유사한 방식으로 티민 대신 사이토신과 선택적으로 염기쌍을 형성한다. 이것은 A-T 염기쌍이 G-C 염기쌍으로 바뀌는 복제 후 전이 돌연변이를 초래한다.

## 탈아미노화를 수행하는 다른 단백질들
- APOBEC1
- APOBEC3A-H, APOBEC3G – 인간 면역결핍 바이러스(HIV)에 영향을 미침
- 활성화 유도 사이티딘 탈아미노화효소 (AICDA)
- 사이티딘 탈아미노화효소 (CDA)
- 디옥시사이티딘 일인산 탈아미노화효소 (DCTD)
- 아데노신 일인산 탈아미노화효소 (AMPD1)
- tRNA에 작용하는 아데노신 탈아미노화효소 (ADAT)
- 이중 가닥 RNA에 작용하는 아데노신 탈아미노화효소 (ADAR)
  - 이중 가닥 RNA 특이적 에디테이스 1 (ADARB1)
- 모노뉴클레오타이드에 작용하는 아데노신 탈아미노화효소 (ADA)
- 구아닌 탈아미노화효소 (GDA)

## 같이 보기
- 아미노화
- 아데노신 일인산 탈아미노화효소 결핍증 1형
- 호프만 제거